# Anisia nigrocincta
Anisia nigrocincta là một loài ruồi trong họ Tachinidae.